# Linia kolejowa nr 875
Linia kolejowa nr 875 – linia kolejowa łącząca stację Wodzisław Śląski z Kopalnią Węgla Kamiennego 1 Maja. Od linii odchodzi linia kolejowa nr 159.

## Historia
Linia została otwarta w 1952 roku w związku z wybudowaniem KWK 1 Maja i zarządzana była przez PTKiGK Rybnik. W grudniu 2001 roku ruch na linii został zawieszony w związku z zamknięciem kopalni, a w 2005 roku została całkowicie rozebrana. Linia nigdy nie została zelektryfikowana oraz nie była wyposażona w elektromagnesy samoczynnego hamowania pociągów.